# نادي فياردابيغد
نادي فياردابيغد، هو نادي كرة قدم آيسلندي من بلدة فياردابيغد الواقعة على الساحل الشرقي لأيسلندا.

## تاريخ
تأسس النادي في عام 2001 بدمج ثلاثة أندية محلية، Íþróttafélagið Þróttur Neskaupstað وUngmennafélagið Austri Eskifirði وUngmennafélagið Valur Reyðarfirði. في العام التالي، ولأول مرة، أرسلت البلدة فريقاً نسائياً للعب على مستوى الدوري. في عام 2010، دخل فريق Ungmennafélagið Súlan Stöðvarfirði في عملية الاندماج.
في عام 2022، اندمج النادي مع Leiknir Fáskrúðsfjörður لتأسيس Knattspyrnufélag Austfjarða الجديد.

## المدراء
- Magni Fannberg Magnússon (2007-2008)

## روابط خارجية
- الموقع الرسمي

قالب:2. deild karla